# Pui Redon (Montferrer i Castellbò)
El Pui Redon és una muntanya de 1.933 metres que es troba al municipi de Montferrer i Castellbò, a la comarca de l'Alt Urgell.